# Phytolacca heterotepala
Phytolacca heterotepala é uma espécie de planta com flor pertencente à família Phytolaccaceae. 
A autoridade científica da espécie é H.Walter, tendo sido publicada em Das Pflanzenreich IV. 83(Heft 39): 51. 1909.

## Portugal
Trata-se de uma espécie presente no território português, nomeadamente em Portugal Continental.
Em termos de naturalidade é introduzida na região atrás indicada.

## Protecção
Não se encontra protegida por legislação portuguesa ou da Comunidade Europeia.